# Delmo Delmastro
Delmo Delmastro (Lozzolo, Vercelli, Italia, 15 de agosto de 1936) es un  ex ciclista italiano nacionalizado argentino de los años 1960, ganador del 1.er cruce de los Andes.

## Biografía
Delmo Delmastro nació el 15 de agosto de 1936, en Lozzolo, provincia de Vercelli, región del Piamonte. Llegó a Buenos Aires, Argentina el 12 de enero de 1951 junto a su familia, a los 14 años. Siempre había soñado con la posibilidad de correr en bicicleta.
Delmo acaparó varios triunfos en su vida deportiva comenzando a desplegar su historial de la siguiente forma: a la edad de 20 años pudo comprar su primer bicicleta y así poder hacer su sueño realidad, al poco tiempo de rodar comenzó a conocer los halagos y las satisfacciones en virtud de tomar en serio las pruebas en las que intervenía y por ese motivo llegó a ser una figura destacada de su deporte.
Sus triunfos más importantes fueron llegando: González Chaves, las tres Vueltas del Litoral (con copa challenger), el Cruce de los Andes, donde disputó con el mendocino Ernesto Contreras reñidas luchas por el primer puesto, logrando en las últimas etapas desprenderse de su tenaz adversario y coronar así uno de sus triunfos más impresionantes con más de 4 minutos de ventaja sobre el segundo.
Campeón Americano, cuarto puesto en los Juegos Olímpicos de Tokio 1964 con una cuarteta integrada por Delmo Delmastro, Héctor Acosta, Roberto Breppe y Rubén Tin Placanica, Vuelta de Chile, sus varias vueltas del Brasil, donde figuró en puestos que no bajaron nunca del tercer lugar, La medalla de oro en los Juegos Panamericanos de Winnipeg, donde en pareja con Carlos Alvarez, Juan Cavallieri y Luis Breppe obtuvieron una sensacional victoria derribando a poderosos cuartetos que se perfilaban como candidatos máximos, tales como los colombianos como Martín Emilio Rodríguez conocido como "Cochise" Rodríguez al frente, entre otros ciclistas mexicanos.

## Logros Internacionales
- Récord Sudamericano de Pista 4.000 y 5.000 m, Lima Perú, 1962
- 3.º (Medalla de bronce) ruta individual, Juegos Panamericanos de 1963
- 4.º ruta 4 x 100 y 8º ruta individual, Juegos Olímpicos de Tokio 1964
- 1.º Vuelta Viña del Mar, Chile
- 2.º Vuelta de la Juventud (México), ganador de tres etapas, 1965
- 11.º ruta individual, Campeonato Mundial San Sebastián, España, 1965
- 1.º Campeón Americano 4 x 100, Campeonato Americano, Mar del Plata, Argentina, 1966
- 2.º ruta individual, Campeonato Americano, Mar del Plata, Argentina, 1966
- 1.º Campeón Panamericano (medalla de oro) 4 x 100 Juegos Panamericanos de 1967
- 1.º Cruce de los Andes, Mendoza, Argentina, 1967
- 1.º Vuelta de Chile, 1967
- Vuelta de Brasil, 2º puesto y dos 3.er puesto

## Triunfos Nacionales
- Ganador Doble Capilla del Señor 1960
- 2 veces Ganador del Gran Premio Pirelli del Sur Bahia Blanca - Buenos Aires, 1961 y 1962
- Ganador de la Buenos Aires - Rosario, 1962
- Campeón Metropolitano de Persecución, 1963
- Ganador Vuelta Huerta Grande, Córdoba 1963
- Ganador Vuelta del Norte Argentino, 1963
- Ganador Doble San Francisco, Córdoba 1964
- 2 veces Ganador González Chávez, 1964,1966
- 3 veces Ganador Vuelta del Litoral, (con copa Challenger) 1965, 1966, 1967
- Ganador Gran Premio Zanella Santa Fé, 1965
- Ganador Doble Campana
- Ganador Doble Escobar
- Y Decenas de carreras menores...
- Ganador Doble Cañuelas
- Ganador Buenos Aires - Olavarría
- Ganador 2 (dos) Copas Presidente Roque Sáenz Peña
- Ganador Gran Premio Pirrelli (Vuelta a la Prov. de Buenos Aires)
- Ganador Gran Premio Olavarria
- Ganador Gran Premio Ciudad de Lincoln